# Prismognathus cheni
Prismognathus cheni es una especie de coleóptero de la familia Lucanidae.

## Distribución geográfica
Habita en Taiwán (China).